# Madeleine Quist Odgren
Madeleine Quist Odgren, född  i Stockholm 1940, är en svensk konstnär som ställt ut i Stockholm och New York.

## Biografi och konstnärskap
Efter studentexamen vid Wallin-Åhlinska_gymnasiet studerade Quist Odgren engelska, franska och statskunskap och tog en magisterexamen vid Stockholms universitet. Under några år var hon verksam som mannekäng, fotomodell och handläggare. 
Som konstnär är Quist Odgren autodidakt. Tidigare använde hon sig av artisnamnet "Madeleine". 1970 debuterade hon med sitt oljemåleri. 
I en recension i Svenska Dagbladet den 5 december 1981 sammanfattar konstkritikern Stig Johansson Quist Odgrens tavlor: ”Hennes teknik är mycket driven med färg av glasklar exakthet. Man kan ibland få Einar Jolin och Nils Dardel i tankarna, den sistnämnde förknippas ju gärna med de absurda infallen.”

## Utställningar
Quist Odgrens första separatutställning ägde rum 1970 på Galleri Aestetica i Stockholm. Samma galleri ställde även ut henne 1971, 1974 och 1976. 
Sedan dess har Quist Odgren ställt ut ytterligare ett tjugotal gånger. I Stockholm: på Mälargalleriet (1981, 1984, 1987 och 1997) och Galleri Terseaus (2002, 2006, 2010 och 2014). I New York: på Soufer Gallery (1979) och Hammerquist Gallery (1980).
Quist Odgren har även deltagit i flera samlingsutställningar, bland annat på Lever House Gallery och Sotheby's i New York.
Numera[när?] ställer hon ut på Galleri Ekvall & Törnblom i Stockholm.